# Denis James Hart
Denis James Hart (Melbourne, 16 maggio 1941) è un arcivescovo cattolico australiano, dal 29 giugno 2018 arcivescovo emerito di Melbourne.

## Biografia
Monsignor Denis James Hart è nato a East Melbourne il 16 maggio 1941 ed è il maggiore dei tre figli di Kevin e Annie Hart.

### Formazione e ministero sacerdotale
È stato educato alla scuola parrocchiale "San Giovanni" dei fratelli maristi di Hawthorn e al Saint Francis College dei gesuiti di Kew. Ha compiuto gli studi per il sacerdozio al Corpus Christi College di Melbourne dal 1960 al 1967.
Il 22 luglio 1967 è stato ordinato presbitero per l'arcidiocesi di Melbourne. In seguito è stato vicario coadiutore della parrocchia di North Baldwyn e cappellano dell'ospedale di Heidelberg dal 1967 al 1968 e vicario coadiutore della parrocchia della cattedrale di San Patrizio a Melbourne e maestro delle cerimonie liturgiche dal 1969 al 1975. Dal 1975 al 1987 è stato notaio del tribunale ecclesiastico regionale di Melbourne, segretario della commissione liturgica arcidiocesana e di quella nazionale e cooperatore nella parrocchia di North Richmond. Nel 1987 è stato nominato parroco di Brunswick West e nel 1996 vicario generale e moderatore della curia.
Per vari anni è stato consultore della Congregazione per il culto divino e la disciplina dei sacramenti e responsabile delle funzioni liturgiche del congresso eucaristico di Melbourne e di quelle relative alla visita di papa Giovanni Paolo II del novembre 1986.

### Ministero episcopale
Il 10 novembre 1997 papa Giovanni Paolo II lo ha nominato vescovo ausiliare di Melbourne e titolare di Vagada. Ha ricevuto l'ordinazione episcopale il 9 dicembre successivo nella cattedrale di San Patrizio a Melbourne dall'arcivescovo metropolita di Melbourne George Pell, co-consacranti l'arcivescovo emerito della stessa arcidiocesi Thomas Francis Little e il vescovo ausiliare Hilton Forrest Deakin. Come ausiliare è stato parroco di Moonee Ponds e vicario episcopale con responsabilità pastorale per la regione nord-occidentale di Melbourne.
Il 22 giugno 2001 papa Giovanni Paolo II lo ha nominato arcivescovo metropolita di Melbourne. Il 29 dello stesso mese ha ricevuto il pallio dallo stesso papa Giovanni Paolo II in piazza San Pietro.
Nel corso del 2016 monsignor Hart ha esortato le scuole a essere sensibili e rispettose verso gli studenti che desideravano invitare una persona dello stesso sesso alle serate di ballo scolastiche. "Si tratta spesso di situazioni emotive ed è molto importante avere sempre rispetto della dignità dell'essere umano coinvolto", ha detto quando Fairfax ha chiesto la sua opinione su un caso precedentemente non segnalato all'Academy of Mary Immaculate di Fitzroy.
Hart ha chiesto a un parroco di Melbourne di dimettersi quando è stato interrogato dalle autorità civili per presunta violazione delle leggi sulla sicurezza dei bambini.
Nel 1998, nel marzo del 2004 e nell'ottobre del 2011 ha compiuto la visita ad limina.
È stato presidente della Conferenza dei vescovi cattolici australiani dal 4 maggio 2012 al 4 maggio 2018. In seno alla stessa è stato membro del comitato permanente dal 2002, presidente della commissione episcopale per l'amministrazione e l'informazione dal 2002 al 2012 e membro della commissione episcopale per la liturgia dal 1998 al 2012. È stato presidente del comitato ad hoc per l'erezione dell'ordinariato personale di Nostra Signora della Croce del Sud dal 2010.
È membro della Congregazione per le Chiese orientali dal 19 febbraio 2014, della Congregazione per il culto divino e la disciplina dei sacramenti dal 28 ottobre 2016 e del Pontificio consiglio della cultura.
Ha rappresentato la Conferenza dei vescovi cattolici australiani in seno alla Commissione internazionale sull'inglese nella liturgia dal 2003 e ne è stato vicepresidente dal 2010 al 2014.
Ha partecipato alla prima assemblea speciale per l'Oceania del Sinodo dei vescovi che ha avuto luogo nella Città del Vaticano dal 22 novembre al 12 dicembre 1998 sul tema "Gesù Cristo: seguire la sua Via, proclamare la sua Verità, vivere la sua Vita: una chiamata per i popoli dell'Oceania".
Il 29 giugno 2018 papa Francesco ha accettato la sua rinuncia al governo pastorale dell'arcidiocesi per raggiunti limiti di età.

## Controversie
Nel 2009, durante un processo, Hart è stato accusato di aver detto a una donna: "Vai all'inferno, puttana" quando aveva bussato alla sua porta nel cuore della notte nel 2004. Il 14 novembre 2013, ai microfoni della ABC, ha riconosciuto di aver fatto il commento e immediatamente affermato di aver sempre seguito gli insegnamenti della Chiesa cattolica. Si è scusato per questo e l'ha descritto come un caso sfortunato.
Nel maggio del 2013 monsignor Hart è apparso in un'indagine sugli abusi sessuali su minori del Parlamento dello Stato di Victoria. Ha commentato, per quanto riguarda il motivo per cui ci sono voluti diciotto anni perché un prete fosse dimesso dallo stato clericale per abusi su minori: "Meglio tardi che mai".
Nel 2016 Hart ha proibito alla deputata federale per Indi, Cathy McGowan, di parlare in un evento organizzato in chiesa, perché sosteneva il matrimonio omosessuale ed era co-firmataria di un progetto parlamentare sulla materia.
Il 15 agosto 2017 ha affermato che se la legge fosse stata modificata in modo da richiedere al clero di denunciare gli abusi sessuali sui minori appresi in confessione, avrebbe infranto la legge e non avrebbe denunciato tali abusi.

## Genealogia episcopale e successione apostolica
La genealogia episcopale è:
- Cardinale Scipione Rebiba
- Cardinale Giulio Antonio Santori
- Cardinale Girolamo Bernerio, O.P.
- Arcivescovo Galeazzo Sanvitale
- Cardinale Ludovico Ludovisi
- Cardinale Luigi Caetani
- Cardinale Ulderico Carpegna
- Cardinale Paluzzo Paluzzi Altieri degli Albertoni
- Papa Benedetto XIII
- Papa Benedetto XIV
- Papa Clemente XIII
- Cardinale Marcantonio Colonna
- Cardinale Giacinto Sigismondo Gerdil, B.
- Cardinale Giulio Maria della Somaglia
- Cardinale Carlo Odescalchi, S.I.
- Cardinale Costantino Patrizi Naro
- Cardinale Lucido Maria Parocchi
- Cardinale Pietro Respighi
- Cardinale Pietro La Fontaine
- Cardinale Celso Benigno Luigi Costantini
- Cardinale James Robert Knox
- Arcivescovo Thomas Francis Little
- Cardinale George Pell
- Arcivescovo Denis James Hart

La successione apostolica è:
- Arcivescovo Mark Benedict Coleridge (2002)
- Arcivescovo Christopher Charles Prowse (2003)
- Vescovo Peter John Elliott (2007)
- Arcivescovo Timothy John Costelloe, S.D.B. (2007)
- Vescovo Leslie Rogers Tomlinson (2009)
- Vescovo Vincent Long Van Nguyen, O.F.M.Conv. (2011)
- Vescovo Paul Bernard Bird, C.SS.R. (2012)
- Vescovo Terence Robert Curtin (2014)
- Vescovo Mark Stuart Edwards, O.M.I. (2014)
- Arcivescovo Patrick Michael O'Regan (2015)